# Архив јавних скупова
Архив јавних скупова (АЈС) је српска невладина организација са седиштем у Београду. Основана је 3. јула 2023. током протеста Србија против насиља, а покренули су је Александар Губаш, Владимир Николић и Душан Чавић. Финансирана је путем донација.